# Битка при Року
Битката при Року (на френски Bataille de Rocoux, на нидерландски Slag bij Rocourt) е част от Войната за австрийското наследство. Тя се състои в Австрийска Нидерландия на 11 октомври 1746 г. между френската армия, начело с маршал Морис дьо Сакс и обединените войски на Австрия, Великобритания, Съединените провинции и Хановер. Резултатът е френска победа, но недостатъчно убедителна, за да се сложи край на войната.

## Историческа обстановка
Когато през 1740 г. умира императорът на Свещената римска империя Карл VI, всичките му владения (без самата императорска корона) остават за дъщеря му Мария Терезия. За наследството ѝ се появяват значителни апетити – от Прусия, Саксония и Бавария, които Франция подкрепя. Великобритания съответно застава на страната на по-слабия, за да поддържа равновесието на силите. През 1744 г. Франция официално се включва във военните действия и насочва вниманието си най-вече на север, към Австрийска Нидерландия. Тази област, която Луи XIV така и не успява да завземе, докато е под испанска власт, сега се оказва уязвима. Начело на френските сили на този фронт застава способният саксонски принц Херман Мориц, наричан във Франция Морис дьо Сакс. На 11 май 1745 г. той печели срещу съюзниците победата при Фонтеноа, след което в ръцете му пада цялата област: Турне, Гент, Брюксел, Антверпен, Намюр и Монс. Толкова голямо е превъзходството му, че се нуждае само от още една победа, за да сломи съпротивата на враговете си.
При това положение френският външен министър д'Аржансон изпраща на Великобритания надменни условия за мир. Англичаните обаче тъкмо са се справили с Якобитското въстание на Чарлз Едуард и не дават отговор, надявайки се на обрат. Австрийците също са освободени от Втората силезийска война срещу Фридрих II. Все пак в холандския град Бреда започват преговори, на които Морис дьо Сакс се надява да повлияе с още един голям успех.

## Съотношение на силите
Съюзническата армия наброява 103 000 души. Основна част в нея са австрийците, които Шарл дьо Лорен (тогава губернатор на Австрийска Нидерландия) довежда от Чехия. Те са 50 000 души. Към тях се присъединяват 6000 наемници от Хесен, 13 000 войници от Хановер. Англичаните успяват да изпратят само 10 000 души, командвани от сър Джон Лигониър (в действителност – Жан Луи Лигоние, хугенот на британска служба). Холандците, начело с принц Валдек, са 24 000. Тримата командващи постигат относително добро разбирателство. Срещу тази сила Сакс разполага със 120 000 войници.

## Подготовка
Докато съюзническата армия се събира в Айндховен, французите превземат Монс (10 юли 1746) и Намюр (19 септември). Съюзниците не посмяват да попречат на тези успехи преди да са се подготвили. Те от своя страна, пресичат река Мьоз с намерението да предпазят Лиеж. Заемат позиции в близост до крепостта по следния начин: Лигониър с англичаните, хановерците и хесенците застава в центъра, точно до селото Року в местност осеяна са горички и неравности. Дясното крило заемат австрийците (и то е най-силно), а лявото – холандците. Извършват сериозни укрепителни дейности, използвайки дори къщите в селата като силни точки в отбраната си. На пръв поглед позицията им изглежда отлична, но има две слаби страни: поради особеностите на терена е твърде издължена и не е достатъчно дълбока; освен това отделните сектори трудно могат да взаимодействат и да си помагат.
На 11 октомври сутринта Сакс изпраща разузнавачи и с удовлетворение научава това, което му е нужно. Той бързо напипва недостатъците на противниците си и формулира ясен и прост план: французите да нанесат удара си върху центъра и лявото крило на съюзниците, докато държат големите австрийски сили ангажирани, без да могат да се намесят.

## Ход на сражението
През нощта преди битката вали проливен дъжд и на сутринта се стели гъста мъгла. Въпреки това към 10 часа френската артилерия започва да обстрелва позициите на съюзниците. Огънят се съсредоточава към центъра и лявото крило. Скоро граф дьо Клермон повежда четири батальона във фронтална атака. През това време един полк извършва обходна маневра и се оказва зад позицията на Валдек. Така селцето Анс пада във френски ръце. Това е сигнал за френския маршал да пусне в атака други 12 батальона и да притисне центъра (при селата Лиер, Року и Вору). Неподчинението на един от неговите офицери притъпява остротата ѝ и позволява на холандците да се изтеглят към центъра. Тяхната кавалерия контраатакува, за да осигури време. Виждайки, че така няма да може да спечели голямата победа, от която се нуждае, Сакс повежда лично войниците без страх от свистящите куршуми. Заразени от примера му, в късния следобед те с неудържим порив завземат и останалите села. Съюзниците се изтеглят в добър ред, прикривани от австрийците, поради което преследване не е предприето. Всъщност хората на Лорен не участват в битката, с което после спечелват укори от английска и холандска страна.

## Последици
Съюзниците имат малки загуби, между 4500 и 5000 убити и около 2000 ранени и пленени. Френските жертви общо са 3518. Според други данни – 9000, поради масираните атаки. Резултатите от битката не закъсняват с превземането на Лиеж и на цял Брабант, с което и на цялата провинция. На 10 януари 1747 г. Луи ХV награждава Морис дьо Сакс с най-високото звание, което Франция познава – Маршал-генерал. През същата година Сакс може да изнесе военните действия на холандска територия, което вече е сериозен успех. Така че макар битката при Року да не довежда до разбиване на съюзническите сили, тя все пак постига част от целите си.